# Stephen Newbold
Stephen Newbold (ur. 5 sierpnia 1994) – bahamski lekkoatleta specjalizujący się w biegach sprinterskich.
W 2010 bez powodzenia rywalizował w biegu na 400 metrów podczas mistrzostw świata juniorów. Mistrz świata juniorów młodszych w biegu na 200 metrów z 2011 roku. Brązowy medalista olimpijski w sztafecie 4 x 400 m z Rio de Janeiro (2016).
Medalista mistrzostw NCAA oraz CARIFTA Games. 
Rekordy życiowe: bieg na 200 metrów – 20,76 (8 czerwca 2013, Nassau); bieg na 400 metrów – 45,80 (25 czerwca 2016, Nassau).

## Osiągnięcia
| Rok  | Impreza                               | Miejsce        | Konkurencja             | Pozycja    | Wynik           |
| ---- | ------------------------------------- | -------------- | ----------------------- | ---------- | --------------- |
| 2010 | Mistrzostwa świata juniorów           | Moncton        | bieg na 400 m           | eliminacje | 50,62           |
| 2011 | Carifta Games                         | Montego Bay    | bieg na 400 m           | 3. miejsce | 47,32           |
| 2011 | Mistrzostwa świata juniorów młodszych | Lille          | bieg na 200 m           | 1. miejsce | 20,89           |
| 2011 | Mistrzostwa świata juniorów młodszych | Lille          | sztafeta szwedzka       | 5. miejsce | 1:52,51         |
| 2013 | Carifta Games                         | Nassau         | bieg na 400 m           | 3. miejsce | 46,01           |
| 2013 | Carifta Games                         | Nassau         | sztafeta 4 x 400 m      | 3. miejsce | 3:07,44         |
| 2016 | Młodzieżowe mistrzostwa NACAC         | San Salvador   | bieg na 400 metrów      | 5. miejsce | 46,27           |
| 2016 | Młodzieżowe mistrzostwa NACAC         | San Salvador   | sztafeta 4 × 100 metrów | 3. miejsce | 39,85           |
| 2016 | Młodzieżowe mistrzostwa NACAC         | San Salvador   | sztafeta 4 × 400 metrów | 3. miejsce | 3:04,74         |
| 2016 | Igrzyska olimpijskie                  | Rio de Janeiro | sztafeta 4 × 400 metrów | 3. miejsce | 2:58,49 (elim.) |